# Facel Vega Facel 6
Der Facel Vega Facel 6 (Typ F6) war ein Sportwagen, den der französische Automobilhersteller Facel S.A. 1964 baute.
Er war das letzte Modell der Marke und sollte die Lücke zwischen dem Facel II mit Achtzylindermotor und dem Facel III mit Vierzylindermotor ausfüllen.
Der Wagen wurde im Mai 1964 der Fachpresse vorgestellt, wurde aber erst ab Anfang September des Jahres geliefert.

## Beschreibung
Der Facel 6 war mit dem Reihensechszylindermotor des Austin-Healey 3000 bestückt, dessen Hubraum allerdings auf 2852 cm³ reduziert worden war. Er leistete im Facel 6 150 PS (110 kW). Zwei verschiedene Getriebe gab es für die Käufer zur Auswahl: Eines von BMC mit Overdrive und eines von der Société Pont-à-Mousson. Beide Versionen erreichten eine Höchstgeschwindigkeit von 195 km/h.
Der Facel 6 sah dem Facel III sehr ähnlich, allerdings bedingte der voluminösere Motor eine stärker ausgeprägte Auswölbung in der Motorhaube und einen größeren vorderen Überhang.
Das Fahrwerk wurde vom Facel III übernommen und die Bremsanlage erhielt einen Bremskraftverstärker und Dunlop-Scheibenbremsen an allen vier Rädern. 
Die Sitze waren serienmäßig mit Leder bezogen, ebenso serienmäßig war das Holz-/Aluminium-Lenkrad von Nardi.
Bis Oktober 1964 entstanden 32 Exemplare, davon 25 Coupés und 7 Cabriolets.

## Einstufung im französischen Steuer- und Versicherungssystem
Das Vorgängermodell hatte mit seinen vier Zylindern 10 CV. Durch die sechs Zylinder wuchs die Einschätzung auf 16 CV an.

## Epilog
Die Modelle Facel III und Facel 6 konnten bei den Käufern den Ärger über die Motoren ihres Vorgängers Facellia nicht vergessen machen. Ende Oktober 1964 wurde daher die Fertigung endgültig eingestellt. Eine geplante Version mit V6-Motor wurde nicht produziert.